# Stadler Form
Stadler Form Aktiengesellschaft (рус. Штадлер Форм) — швейцарская компания, занимающаяся дизайном, разработкой и производством бытовой техники, а также климатической техники для дома. Штаб-квартира — в городе Цуг, Швейцария.
Продукция компании на начало 2020 года представлена в более, чем 50 странах мира и регулярно получает престижные награды за качество и дизайн.

## История
Компания Stadler Form Aktiengesellschaft была основана в сентябре 1998 года в городе Цуг (Швейцария). Идеолог, основатель и действующий президент — Мартин Штадлер (Martin Stadler). Название компании происходит от его фамилии и немецкого слова Form (форма, вид, образ).
Первыми приборами, выпускающимися под маркой Stadler Form, были увлажнитель воздуха FRED и тепловентилятор MAX, которые первоначально производились на территории Швейцарии, однако по мере роста объема производства было принято решение о перенесении производства в Китай и Южную Корею.
В 2010 руководством компании было принято решение об открытии представительства и начале продаж в России. 

## Продукция
Компания специализируется на разработке, производстве и маркетинге климатической и бытовой техники.
Продукция компании представлена двумя категориями:
- климатическая бытовая техника
- кухонная бытовая техника

К первой категории относятся увлажнители воздуха, в которых используются различные технологии увлажнения, очистители, мойки, осушители воздуха, тепловентиляторы, кондиционеры, ароматизаторы.
Вторая категория представлена чайниками, термопотами, тостерами, мультиварками, блендерами, пароварками, хлебопечами, весами, миксерами. Также в ассортименте есть традиционные швейцарские раклет и горелка для фондю.

## Участие в выставках и награды компании
Компания ежегодно участвует в международных выставках, посвященных инновациям в дизайне и бытовой электронике: IFA (Берлин), Housewares (Чикаго), Ambiente (Франкфурт), Ornaris (Цюрих и Берн). С открытием представительства в России в этот список добавились "Мир климата", CONSUMER ELECTRONICS & PHOTO EXPO, ПИР, Домашний Очаг.[источник?] В студии Stadler Form работают около десяти дизайнеров, основными являются: Matti Walker, Carlo Borer, Kurt Zimmerli, Fabian Zimmerly[1].
Продукты компании получают международные награды в области дизайна, такие как Red Dot Design и Housewares Design Award.[источник?]
- знак качества ECARF: 2011 год, очиститель воздуха Viktor [7]
- Housewares Design Awards: 2012, 2013, 2017 (Eva). У ароматизатора Jasmine - бронза в номинации "лучший из лучших". У тепловентилятора Anna - золото в данной номинации.[8]
- Red Dot Design award: 2013 (Oskar big, Albert, Anna), 2014 (Robert), 2015 (Selina) [9]
- Продукт года-2013: чайник Kettle Ten[10]
- iF design award: 2014 (Robert), 2016 (Charly), 2017 (Eva).
- Good Design Award: 2016 (Oskar big, Jasmine), 2017 (Anton, Paul). "Special mention"-2015 (Oskar).
- German Design Award: 2016 (Robert).

## Судебные разбирательства по ТЗ
Продажи техники Stadler Form на территории РФ начались в 2010 году с открытием официального представительства. Реализация осуществляется в основном посредством крупных розничных сетей: МедиаМаркт, Техносила, Стокманн и других.
Вскоре после начала продаж компания Stadler Form столкнулась с действиями, впоследствии признанными государственными органами актом недобросовестной конкуренции. Суть этих действий заключалась в приобретении компанией Vacasim Properties Ltd и ООО «Виан-Престиж» (российский лицензиат Vacasim) прав на товарные знаки «STAHLER». Это приобретение было сделано с целью приостановить охрану товарного знака Stadler Form как сходного по звучанию с товарным знаком «STAHLER» , и тем самым воспрепятствовать продажам продукции под данным товарным знаком.  
Однако, после судебных разбирательств, в апреле 2013 года комиссия ФАС РФ признала данные действия Vacasim Properties Ltd актом недобросовестной конкуренции, тем самым восстановив права Stadler Form на использование данного товарного знака. 